# テツモン
競走馬におけるテツモンとは、
1. 日本の、1935年生まれの競走馬。本項にて記述。
2. 1947年5月8日に生まれた、父セフト、母大霹（母の父第六シアンモア）の日本の競走馬。サラブレッド種で、JRA所属だったものの勝ち上がることができず中央抹消。通算成績3戦0勝[1]。
3. 1960年4月19日に生まれた、父ハロウエー、母ヒデハル（母の父クモハタ）の日本の競走馬。2代目テツモンと同じサラブレッドで、JRA所属。重賞未勝利。通算成績17戦2勝[2]。

テツモン（1935年 - 不明）は、日本の競走馬である。第1回の京都農林省賞典4歳呼馬（現在の菊花賞）優勝馬として知られる。
※成績や情報などは古いため正確性に欠ける部分もある。なお、本文中の馬齢については旧表記を採用する。

## 経歴
4歳になった1938年5月21日、阪神競馬場の土2300メートルの競走でデビューし、このレースを快勝。その後ほぼ休むことなく走り続け、19戦目となった第1回京都農林省賞典4歳呼馬に伊藤正四郎騎乗で優勝した。勝ちタイムの3分16秒0は以後10年間レコードとして記録された。
翌年も中山記念春2着などの成績を残していたが、11月3日の帝室御賞典（現在の天皇賞〈秋〉）では保田隆芳騎乗で4番人気に支持され、フアインモアをゴール直前で鋭く伸びて差し切って優勝した。
この年限りで競走馬を引退したあとは種牡馬にならず、下総御料牧場の御料馬として余生を送ったという。母方の血統にトロッター（スタンダードブレッド）の血が混じっている、すなわち純血のサラブレッドではない「軽半血種」であることが原因とされている。

## 血統表
| テツモンの血統（タッチストン系 / アウトブリード） | テツモンの血統（タッチストン系 / アウトブリード） | テツモンの血統（タッチストン系 / アウトブリード） | （血統表の出典） | （血統表の出典） |
| 父 *シヤイニングスピヤー Shining Spear 1921 鹿毛  | 父の父Spearmint 1917 黒鹿毛                       | Carbine                                           | Musket           | Musket           |
| 父 *シヤイニングスピヤー Shining Spear 1921 鹿毛  | 父の父Spearmint 1917 黒鹿毛                       | Carbine                                           | Mersey           |                  |
| 父 *シヤイニングスピヤー Shining Spear 1921 鹿毛  | 父の父Spearmint 1917 黒鹿毛                       | Maid of the Mint                                  | Minting          | Minting          |
| 父 *シヤイニングスピヤー Shining Spear 1921 鹿毛  | 父の父Spearmint 1917 黒鹿毛                       | Maid of the Mint                                  | Warble           |                  |
| 父 *シヤイニングスピヤー Shining Spear 1921 鹿毛  | 父の母Golden Dawn 1905 栗毛                       | Raeburn                                           | St. Simon        | St. Simon        |
| 父 *シヤイニングスピヤー Shining Spear 1921 鹿毛  | 父の母Golden Dawn 1905 栗毛                       | Raeburn                                           | Mowerina         |                  |
| 父 *シヤイニングスピヤー Shining Spear 1921 鹿毛  | 父の母Golden Dawn 1905 栗毛                       | Dame d'Or                                         | Bend Or          | Bend Or          |
| 父 *シヤイニングスピヤー Shining Spear 1921 鹿毛  | 父の母Golden Dawn 1905 栗毛                       | Dame d'Or                                         | Dame Masham      |                  |
| 母 （軽半） エキストラ 1922 鹿毛                  | 母の父*イボア Ebor 1905 黒鹿毛                    | Hackler                                           | Petrarch         | Petrarch         |
| 母 （軽半） エキストラ 1922 鹿毛                  | 母の父*イボア Ebor 1905 黒鹿毛                    | Hackler                                           | Hackness         |                  |
| 母 （軽半） エキストラ 1922 鹿毛                  | 母の父*イボア Ebor 1905 黒鹿毛                    | Lady Gough                                        | Lord Gough       | Lord Gough       |
| 母 （軽半） エキストラ 1922 鹿毛                  | 母の父*イボア Ebor 1905 黒鹿毛                    | Lady Gough                                        | Clear Case       |                  |
| 母 （軽半） エキストラ 1922 鹿毛                  | 母の母（中半） 美園 1911 鹿毛                     | *ダルゲチー                                       | Ayrshire         | Ayrshire         |
| 母 （軽半） エキストラ 1922 鹿毛                  | 母の母（中半） 美園 1911 鹿毛                     | *ダルゲチー                                       | Pindi            |                  |
| 母 （軽半） エキストラ 1922 鹿毛                  | 母の母（中半） 美園 1911 鹿毛                     | （中半） 小鷹                                     | （トロ）第四初蕾 | （トロ）第四初蕾 |
| 母 （軽半） エキストラ 1922 鹿毛                  | 母の母（中半） 美園 1911 鹿毛                     | （中半） 小鷹                                     | （中半）北洋     |                  |

テツモンの母系先祖にはトロッターの血が流れており、「中半血種」に分類される。中半血種に軽種（サラブレッド・アラブ種等）が2代続けて交配されると「軽半血種」となる。軽半血種にさらにサラブレッドまたはサラブレッド系種が2代続けて交配されると「サラブレッド系種」となるが、テツモンの場合は軽半血種1代目の母とサラブレッドとの交配により誕生しており、自身も「軽半血種」に分類される。